# Сальвета, Марилин
Марилин Сальвета (фр. Maryline Salvetat, род. 11 августа 1974, Кастр) — французская профессиональная велогонщица. Занималась шоссейным велоспортом, а также велокроссом и маунтинбайком. В 2002, 2004, 2005, 2007 и 2009 годах становилась чемпионкой Франции по велокроссу. В 2004 году завоевала серебряную медаль на чемпионатах Европы и мира по велокроссу. В 2007 году стала чемпионкой мира по велокроссу.

## Карьера
В 1998 году она подписала контракт с профессиональной командой o-m-t.
Пятикратная чемпионка Франции в велокроссе. Марилин завоевала титул чемпионки мира 28 января 2007 года после серебряной медали в 2004 году. Является врачом и членом клуба «Кастр». Помимо результатов в велокроссе, также была членом национальной женской шоссейной команды.
В интервью, данном газете L’Humanité в 2002 году, она указала, что была свидетелем применения допинга, в частности, во время Гранд Букль феминин 1999 года.

## Достижения

### Шоссе
1990
8-я в Чемпионате мира — групповая гонка U19
1991
 Чемпионат Франции — групповая гонка U19
Флеш Гасконь:
Генеральная классификация
1-й этап
1992
 Чемпионат Франции — групповая гонка U19
4-я в Чемпионате мира — групповая гонка U19
1994
2-я на Гран-при Франции
3-я на Хроно Наций
1995
2-я на Гран-при Франции
3-я на Флеш Гасконь
1996
Гран-при Франции
3-й этап Гран-при Верхней Гаронны
2-я на Хроно Наций
1997
3-й этап Тура Лимузена
2-я на Хроно Наций
1998
2-я на Тура Лимузена
3-я на Гран-при Франции
1999
Тур Наварры:
Генеральная классификация
1-й этап
2-я на Ронде Перигорд
2-я на Рут Мускадет
2000
Рут дес Винс а Флёри:
Генеральная классификация
1-й этап (индивидуальная гонка)
3-я на Кубок Франции
3-я на Хроно Наций
2003
2-я на Чемпионат Франции — групповая гонка
2006
Трофе де гримпёр
2-я на Гранд Букль феминин
3-я на Чемпионат Франции — групповая гонка
2007
 Чемпионат Франции — групповая гонка
Тур Приморской Шаранты:
Генеральная классификация
2-й этап
3-я на Рут де Франс феминин
3-я на Гран-При Франции
2008
2-я на Чемпионат Франции — групповая гонка
3-я на Приз города Монт-Пюжоль

#### Статистика выступления наГранд-турах
| Гонка / Год          | 1998           | 1999           | 2000           | 2001           | 2002           | 2003           | 2004           | 2005           | 2006 | 2007 | 2008 |
| -------------------- | -------------- | -------------- | -------------- | -------------- | -------------- | -------------- | -------------- | -------------- | ---- | ---- | ---- |
| Гранд Букль феминин  | 36             | 79             | —              | —              | —              | —              | —              | —              | 2    | —    | —    |
| Рут де Франс феминин | не проводилась | не проводилась | не проводилась | не проводилась | не проводилась | не проводилась | не проводилась | не проводилась | —    | 3    | —    |
| Тур де л'Од феминин  | 32             | DNF            | 21             | —              | —              | —              | —              | —              | 10   | 9    | 19   |

### Велокросс
2001
2-я на Чемпионат Франции
2002
 Чемпионат Франции
2003
Кубок Франции
Кубок Франции 1, Ате-сюр-Шер
Кубок Франции 2, Седан
Кубок Франции 3, Льевен
2-я на Чемпионат Франции
 Чемпионат Европы
7-я на Чемпионате мира
2004
 Чемпионат Франции
Кубок Франции
Кубок Франции 1, Боллен
Кубок Франции 2, Седан
Кубок Франции 3, Лон-ле-Сонье
 Чемпионат мира
 Чемпионат Европы
3-я на Кубок мира
2005
 Чемпионат Франции
Кубок Франции
Кубок Франции 2, Ате-сюр-Шер
Кубок Франции 3, Номме
4-я на Чемпионате Европы
5-я на Чемпионате мира
2006
2-я на Чемпионат Франции
4-я на Чемпионате Европы
6-я на Чемпионате мира
2007
 Чемпионат мира
 Чемпионат Франции
Кубок Франции
Кубок Франции 1, Саррбур
Велокросс Петанж
Велокросс Номме
Велокросс Хофстад
2-я на Чемпионат Европы
2008
Велокросс Петанж
Велокросс Сен-Сальви-де-ла-Бальм
2-я на Чемпионат Европы
2-я на Чемпионат Франции
5-я на Чемпионате мира
2009
 Чемпионат Франции
10-я на Чемпионате мира
2018
 Чемпионате мира — мастерс
2019
2-я на Чемпионате мира — мастерс

### Маунтинбайк
2005
2-я на Чемпионат Франции

## Награды
- Офицер Ордена «За заслуги»[3].